# 上座郡
- 令制国一覧 > 西海道 > 筑前国 > 上座郡
- 日本 > 九州地方 > 福岡県 > 上座郡

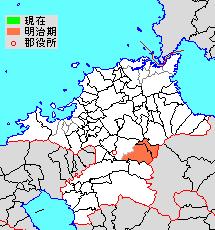
福岡県上座郡の位置

上座郡（じょうざぐん）は、福岡県（筑前国）にあった郡。

## 郡域
1878年（明治11年）に行政区画として発足した当時の郡域は、下記の区域にあたる。
- 朝倉市の一部（大庭、石成、入地、烏集院、宮野、須川、黒川、佐田より南東）
- 朝倉郡東峰村の全域

## 歴史

### 古代
かつては「かみつあさくらのこおり」と読んだ。

#### 式内社
『延喜式』神名帳に記される郡内の式内社。
| 神名帳           | 神名帳     | 神名帳 | 神名帳 | 比定社       | 比定社               | 比定社 | 集成 |
| 社名             | 読み       | 格     | 付記   | 社名         | 所在地               | 備考   | 集成 |
| ---------------- | ---------- | ------ | ------ | ------------ | -------------------- | ------ | ---- |
| 上座郡 1座（小） |            |        |        |              |                      |        |      |
| 麻弖良布神社     | マテラフノ | 小     |        | 麻氐良布神社 | 福岡県朝倉市杷木志波 |        |      |
| 凡例を表示       |            |        |        |              |                      |        |      |

### 近世以降の沿革
- 明治初年時点では全域が筑前福岡藩領であった。「旧高旧領取調帳」に記載されている明治初年時点での村は以下の通り。（34村）

久喜宮村、若市村、志波村、古賀村、寒水村、佐田村、林田村、大山村、星丸村、白木村、穂坂村、黒川村、松末村、福井村、赤谷村、宝珠山村、鼓村、小石原村、池田村、石成村、大庭村、下大庭村、長淵村、入地村、比良松村、田中村、上寺村、宮野村、烏集院村、多々連村、古毛村、須川村、山田村、菱野村
- 明治4年7月14日（1871年8月29日） - 廃藩置県により福岡県の管轄となる。
- 明治8年（1875年） - 下大庭村が大庭村に合併。（33村）
- 明治11年（1878年）11月1日 - 郡区町村編制法の福岡県での施行により、行政区画としての上座郡が発足。「上座下座夜須郡役所」が夜須郡甘木町に設置され、同郡・下座郡とともに管轄。

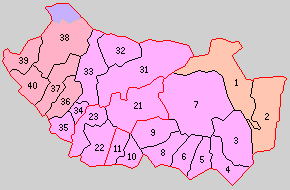
1.小石原村 2.宝珠山村 3.松末村 4.杷木村 5.久喜宮村 6.志波村 7.高木村 8.朝倉村 9.宮野村 10.福成村 11.大庭村（桃：朝倉市 橙：朝倉郡東峰村 21 - 23は下座郡 31 - 40は夜須郡）

- 明治22年（1889年）4月1日 - 町村制の施行により、以下の各村が発足。特記以外は全域が現・朝倉市。（11村）
  - 小石原村 ← 小石原村、鼓村（現・朝倉郡東峰村）
  - 宝珠山村 ← 宝珠山村、福井村（現・朝倉郡東峰村）
  - 松末村 ← 星丸村、大山村、松末村、赤谷村
  - 杷木村 ← 池田村、白木村、林田村、穂坂村
  - 久喜宮村 ← 久喜宮村、若市村、古賀村、寒水村
  - 志波村（単独村制）
  - 高木村 ← 佐田村、黒川村
  - 朝倉村 ← 山田村、菱野村、古毛村
  - 宮野村 ← 比良松村、須川村、宮野村、烏集院村
  - 福成村 ← 入地村、長淵村、田中村、多々連村、上寺村
  - 大庭村 ← 大庭村、石成村
- 明治29年（1896年）4月1日 - 郡制の施行のため、「上座下座夜須郡役所」の管轄区域をもって朝倉郡が発足。同日上座郡廃止。

## 行政
上座・下座・夜須郡長
| 代 | 氏名 | 就任年月日                | 退任年月日                | 備考                                   |
| -- | ---- | ------------------------- | ------------------------- | -------------------------------------- |
| 1  |      | 明治11年（1878年）11月1日 |                           |                                        |
|    |      |                           | 明治29年（1896年）3月31日 | 下座郡・夜須郡との合併により上座郡廃止 |